# Zbigniew Lisowski
Zbigniew Lisowski (ur. 1967) – polski reżyser, autor scenariuszy teatralnych, dyrektor Teatru Baj Pomorski (od sierpnia 2003). 
Teatr znajdował się w sferze jego zainteresowań już w okresie szkolnym, nie od razu jednak zdecydował, że będzie miejscem jego realizacji zawodowej. Początkowo zdecydował się na studia ogrodnicze w Szkole Głównej Gospodarstwa Wiejskiego w Warszawie. Zarzucił je na rzecz reżyserii na białostockim wydziale zamiejscowym Akademii Teatralnej w Warszawie. 
Po uzyskaniu dyplomu w 1997 współpracował z teatrami lalkowymi w Białymstoku, Olsztynie, Zielonej Górze, gdzie przygotowywał spektakle wyróżniające go spośród pokolenia młodych reżyserów teatru lalkowego. W 1999 został kierownikiem artystycznym Teatru Guliwer w Warszawie. Takie realizacje jak: Jaskółeczka Tadeusza Słobodzianka, Po rozum do głowy Mariana Pečko umieściły go w gronie twórców poszukujących nowych form ekspresji w teatrze lalkowym. Opiera swe spektakle na różnych formach ekspresji aktorskiej, łączy konwencję lalkową z innymi gatunkami sztuki teatralnej, chętnie sięga po współczesne rozwiązania multimedialne, np.: projekcje wideo, animacje komputerowe. Interesuje go jak najszersza formuła teatru, który żywo reaguje na współczesne osiągnięcia w dziedzinie scenografii i muzyki. W sferze działalności repertuarowej dąży do tworzenia Teatru tematycznego, który pomoże rozmawiać z dziećmi i młodymi widzami o sprawach dla nich istotnych i ciekawych. 
Obejmując dyrekcję Baja położył silny nacisk na promowanie jego nowego oblicza jako teatru bardzo aktywnego w mieście, promującego sztukę przez programy społeczno-edukacyjne. W chwili obecnej spoczywa na nim zadanie przeprowadzenia modernizacji i rozbudowy Baja.
22 marca 2010 w Instytucie Teatralnym im. Zbigniewa Raszewskiego w Warszawie, podczas uroczystości z okazji Światowego Dnia Lalkarstwa, odebrał z rąk sekretarza stanu w Ministerstwie Kultury i Dziedzictwa Narodowego Piotra Żuchowskiego nadany przez ministra Bogdana Zdrojewskiego Brązowy Medal „Zasłużony Kulturze Gloria Artis”. W 2009 nominowany w plebiscycie Torunianin Roku Gazety Wyborczej.